# Coppa di Lettonia 2022 (pallavolo maschile)
La Coppa di Lettonia 2022, 20ª edizione della coppa nazionale di pallavolo maschile, si è svolta dal 30 novembre al 17 dicembre 2022: al torneo hanno partecipato sette squadre di club lettoni e la vittoria finale è andata per l'ottava volta al RTU Robežsardze.

## Formula
La formula ha previsto quarti di finale, giocati con gara di andata e ritorno, semifinali e finale.

## Squadre partecipanti
- Augšdaugava
- Biolars Jelgava
- Ezerzeme
- Jēkabpils Lūši
- NUKI
- RTU Robežsardze
- Vecumnieki

## Torneo

### Tabellone
|  | Quarti di finale | Quarti di finale | Quarti di finale |   |                 | Semifinali     | Semifinali |  |  | Finale | Finale |  |
|  |                  |                  |                  |   |                 |                |            |  |  |        |        |  |
|  |                  |                  |                  |   |                 | Jēkabpils Lūši | 3          |  |  |        |        |  |
|  |                  |                  |                  |   |                 | Jēkabpils Lūši | 3          |  |  |        |        |  |
|  |                  |                  | Vecumnieki       | 2 |                 |                |            |  |  |        |        |  |
|  | Vecumnieki       | 3                | Vecumnieki       | 2 | 3               |                |            |  |  |        |        |  |
|  | Vecumnieki       | 3                |                  |   |                 |                |            |  |  |        |        |  |
|  | NUKI             | 1                | 0                |   |                 |                |            |  |  |        |        |  |
|  | NUKI             | 1                | 0                |   | Jēkabpils Lūši  | 2              |            |  |  |        |        |  |
|  |                  |                  |                  |   |                 |                |            |  |  |        |        |  |
|  |                  |                  | RTU Robežsardze  | 3 |                 |                |            |  |  |        |        |  |
|  | RTU Robežsardze  | 3                | RTU Robežsardze  | 3 | 3               |                |            |  |  |        |        |  |
|  | RTU Robežsardze  | 3                |                  |   |                 |                |            |  |  |        |        |  |
|  | Biolars Jelgava  | 0                | 0                |   |                 |                |            |  |  |        |        |  |
|  | Biolars Jelgava  | 0                | 0                |   | RTU Robežsardze | 3              |            |  |  |        |        |  |
|  |                  |                  |                  |   | RTU Robežsardze | 3              |            |  |  |        |        |  |
|  |                  |                  | Ezerzeme         | 0 |                 |                |            |  |  |        |        |  |
|  | Ezerzeme         | 3                | Ezerzeme         | 0 | 3               |                |            |  |  |        |        |  |
|  | Ezerzeme         | 3                |                  |   |                 |                |            |  |  |        |        |  |
|  | Augšdaugava      | 0                | 0                |   |                 |                |            |  |  |        |        |  |

### Risultati

#### Quarti di finale

##### Andata
| 30 novembre 2022 Siguldas Sporta centrs, Sigulda Durata: 1h:41 - Spettatori: 129      | NUKI            | 1 - 3 | Vecumnieki      | 20-25, 20-25, 25-21, 23-25 |
| 1º dicembre 2022 Jūrmalas Valsts sporta hallē, Jūrmala Durata: 1h:28 - Spettatori: 50 | RTU Robežsardze | 3 - 0 | Biolars Jelgava | 27-25, 25-21, 30-28        |
| 30 novembre 2022 Olimpiskais Sporta centrs, Riga Durata: 0h:58 - Spettatori: 40       | Augšdaugava     | 0 - 3 | Ezerzeme        | 16-25, 14-25, 20-25        |

##### Ritorno
| 8 dicembre 2022 Misas vidusskolas sporta zāle, Misa Durata: 1h:10 - Spettatori: 25         | Vecumnieki      | 3 - 0 | NUKI            | 25-16, 25-17, 26-24 |
| 9 dicembre 2022 Zemgales Olimpiskais centrs, Jelgava Durata: 1h:05 - Spettatori: 62        | Biolars Jelgava | 0 - 3 | RTU Robežsardze | 15-25, 16-25, 23-25 |
| 7 dicembre 2022 Bērnu un jaunatnes sporta skola, Daugavpils Durata: 0h:57 - Spettatori: 27 | Ezerzeme        | 3 - 0 | Augšdaugava     | 25-17, 25-17, 25-17 |

#### Semifinali
| 16 dicembre 2022 Olimpiskais Sporta centrs, Riga Durata: 1h:58 - Spettatori: 88  | Jēkabpils Lūši  | 3 - 2 | Vecumnieki | 25-22, 23-25, 23-25, 25-20, 15-8 |
| 16 dicembre 2022 Olimpiskais Sporta centrs, Riga Durata: 1h:25 - Spettatori: 142 | RTU Robežsardze | 3 - 0 | Ezerzeme   | 25-20, 25-22, 25-20              |

#### Finale
| 17 dicembre 2022 Olimpiskais Sporta centrs, Riga Durata: 2h:26 - Spettatori: 432 | Jēkabpils Lūši | 2 - 3 | RTU Robežsardze | 26-24, 22-25, 19-25, 25-21, 13-15 |

## Statistiche
| Rendimento individuale | Rendimento individuale | Rendimento individuale | Rendimento individuale |
| Pos.                   | Nome                   | Punti                  | Squadra                |
| ---------------------- | ---------------------- | ---------------------- | ---------------------- |
| 1                      | Matīss Gabdulļins      | 82                     | RTU Robežsardze        |
| 2                      | Aivins Aboliņš         | 60                     | Vecumnieki             |
| 3                      | Zigurds Adamovičs      | 40                     | Jēkabpils Lūši         |
| 4                      | Andrij Čmir'ov         | 38                     | Jēkabpils Lūši         |
| 5                      | Jānis Jansons          | 36                     | Jēkabpils Lūši         |
| 5                      | Arvis Zelčs            | 36                     | Vecumnieki             |

| Attacchi vincenti | Attacchi vincenti | Attacchi vincenti | Attacchi vincenti |
| Pos.              | Nome              | Punti             | Squadra           |
| ----------------- | ----------------- | ----------------- | ----------------- |
| 1                 | Matīss Gabdulļins | 72                | RTU Robežsardze   |
| 2                 | Aivins Aboliņš    | 51                | Vecumnieki        |
| 3                 | Andrij Čmir'ov    | 37                | Jēkabpils Lūši    |
| 4                 | Zigurds Adamovičs | 29                | Jēkabpils Lūši    |
| 5                 | Arvis Zelčs       | 28                | Vecumnieki        |

| Muri vincenti | Muri vincenti     | Muri vincenti | Muri vincenti   |
| Pos.          | Nome              | Punti         | Squadra         |
| ------------- | ----------------- | ------------- | --------------- |
| 1             | Reinis Zelčs      | 12            | Vecumnieki      |
| 2             | Zigurds Adamovičs | 10            | Jēkabpils Lūši  |
| 3             | Aivins Aboliņš    | 9             | Vecumnieki      |
| 4             | Jēkabs Dzenis     | 9             | RTU Robežsardze |
| 5             | Leo Catlakšs      | 8             | Jēkabpils Lūši  |
| 5             | Oļegs Klopovs     | 8             | RTU Robežsardze |

| Battute vincenti | Battute vincenti  | Battute vincenti | Battute vincenti |
| Pos.             | Nome              | Punti            | Squadra          |
| ---------------- | ----------------- | ---------------- | ---------------- |
| 1                | Jānis Jansons     | 6                | Jēkabpils Lūši   |
| 2                | Arvis Zelčs       | 6                | Vecumnieki       |
| 3                | Jēkabs Dzenis     | 4                | RTU Robežsardze  |
| 4                | Matīss Gabdulļins | 4                | RTU Robežsardze  |
| 5                | Armands Grudulis  | 3                | Vecumnieki       |
| 5                | Edgars Kalnozols  | 3                | Jēkabpils Lūši   |
| 5                | Dmitrijs Špakovs  | 3                | RTU Robežsardze  |